# MySQL
MySQL is een propriëtair opensource-managementsysteem voor relationele databases (RDBMS). SQL is de taal die wordt gebruikt om een database van dit systeem op te bouwen, te bevragen en te onderhouden. MySQL werd allereerst vooral gebruikt voor internettoepassingen zoals fora en gastenboeken, meestal in combinatie met PHP. MySQL vormt de basis van vele internettoepassingen en standalone software. 
De naam MySQL is een combinatie van "My", de naam van de dochter van medeoprichter Michael "Monty" Widenius, en "SQL", de afkorting voor Structured Query Language.

## Softwarepakket
Het MySQL-softwarepakket bestaat onder meer uit een serverprogramma, doorgaans mysqld genoemd. Hierbij staat de d voor daemon, de Unix- of Linux-term voor een proces dat op de computer draait zonder inmenging van de gebruiker.
Verder bestaat het uit een verzameling clientprogramma's, zoals mysql en mysqldump waarmee automatisch of interactief met de server gecommuniceerd kan worden. MySQL wordt voor het gestructureerd opslaan van gegevens door zeer veel toepassingen gebruikt. Voorbeelden van websites die gebruikmaken van MySQL zijn Wikipedia, Google en YouTube. Een bekend MySQL-frontend is onder meer phpMyAdmin, een webgebaseerd MySQL-beheerprogramma geschreven in PHP en MySQL Workbench, een grafische cliënt waarin ook een databaseontwerp kan worden gemaakt en onderhouden. Praktisch aan dit programma is dat veranderingen in het ontwerp automatisch in de database verwerkt kunnen worden.

## Geschiedenis
De eerste interne versie van MySQL verscheen in 1995. Het werd oorspronkelijk ontwikkeld door MySQL AB. MySQL begon als een manier om een snelle verbinding te maken met de tabellen van mSQL. Na wat testen bleek echter dat mSQL niet snel en flexibel genoeg was. Er kwam een nieuwe API die leek op die van mSQL en later werd gebruikt om mSQL-applicaties makkelijker te porteren naar MySQL. Door de vele jaren is MySQL uitgegroeid tot een van de populairste SQL-databases, mede dankzij de opensourcebeweging.
Op 16 januari 2008 maakte Sun Microsystems bekend dat het MySQL AB, het bedrijf achter MySQL, zou overnemen. De overname werd een maand later voor £ 500 miljoen afgerond. De overname werd bevestigd bij de aankondiging van MySQL 5.1 op 15 april 2008.
Monty Widenius verliet Sun in februari 2009, enkele maanden voordat de overname van Sun Microsystems door Oracle Corporation bekendgemaakt werd. Na de aankondiging van het akkoord tot overname kondigde hij aan dat hij de code van MySQL zou splitsen uit vrees dat de beste MySQL-programmeurs Oracle zouden (moeten) verlaten. In oktober probeerde hij ook te verhinderen dat MySQL in het bezit van Oracle Corporation zou komen.
Nadat de Europese Commissie aangekondigd had de overname van Sun door Oracle te gaan onderzoeken, had ex-MySQL-baas Marten Mickos aan de Europese Commissie gevraagd om de overname goed te keuren. Monty Widenius maakte daarna bekend dat hij het onderzoek door de Commissie steunde. Vervolgens vroeg Richard Stallman in een open brief aan Europees commissaris Neelie Kroes om niet toe te laten dat Oracle MySQL in handen zou krijgen. In december 2009 lanceerde Monty Widenius een petitie tegen de overname die tegen begin januari 2010 reeds door 15.000 personen ondertekend was. Nadat de Europese Commissie de overname van Sun door Oracle goedgekeurd had, hoopte hij dat de Chinese en Russische overheden de overname nog zouden tegenhouden.
Begin 2010 werd uiteindelijk een eerste versie van MariaDB beschikbaar gesteld. MariaDB is gebaseerd op MySQL en moet dit databasesysteem gemakkelijk kunnen vervangen. In maart 2013 zijn de Linux-distributies Slackware en Arch Linux overgestapt van MySQL naar MariaDB, nadat Fedora en openSuse deze stap in februari hadden gemaakt.

## Gebruik
MySQL wordt veel gebruikt in combinatie met Linux, Apache en PHP of Perl. Deze combinatie van software wordt LAMP genoemd. MySQL wordt in deze combinatie echter ook gebruikt op andere besturingssystemen, bijvoorbeeld met Mac (MAMP) of Windows (WAMP).
MySQL wordt gebruikt om data op te slaan. Dit kan een getal of tekst zijn, maar ook afbeeldingen en bestanden (BLOB).
MySQL is ook een gangbare database voor opensource-fora en contentmanagementsystemen (CMS) of blogsoftware zoals Drupal, XOOPS, Mambo of Joomla!.